# Богданешти (Бужорени)
Богданешти (рум. Bogdănești) насеље је у Румунији у округу Валча у општини Бужорени. Oпштина се налази на надморској висини од 363 m.

## Становништво
Према подацима из 2002. године у насељу је живело 591 становника, од којих су сви румунске националности.